# 青木春好
青木 春好（あおき しゅんこう、1887年（明治20年）3月19日 - 没年不明）は、大正から昭和時代前期の官吏。東京市江戸川区長。

## 経歴
青木丑松の四男として長野県東筑摩郡、のちの錦部村（四賀村を経て現松本市）に生まれる。小学校を経て、松本中学校に学ぶ。日本大学法律科に入学するが、中途退学する。1909年（明治42年）裁判所書記試験に合格し、東京府属となり、1923年（大正12年）南葛飾郡長を拝命する。ついで北豊島郡南千住町助役、1932年（昭和7年）東京市荒川区主事税務課長、1933年（昭和8年）庶務課長を経て、1938年（昭和13年）5月、江戸川区長に就任し、1942年（昭和17年）9月まで務めた。